# Caudron C.97
Le Caudron C.97 était un biplan d'entraînement biplace conçu et construit en France par la Société des avions Caudron vers 1924. Un certain nombre d'entre eux ont été utilisés par l'armée de l'air bolivienne.

## Spécifications
- L'équipage : Deux
- Centrale électrique : 1 × V-8 vertical Hispano-Suiza 8Ab refroidi par eau, 130 kW (180 ch)
- Hélices : bipales
- Gamme : 300 km
- Plafond de service : 6 200 m